# Jörn Wunderlich

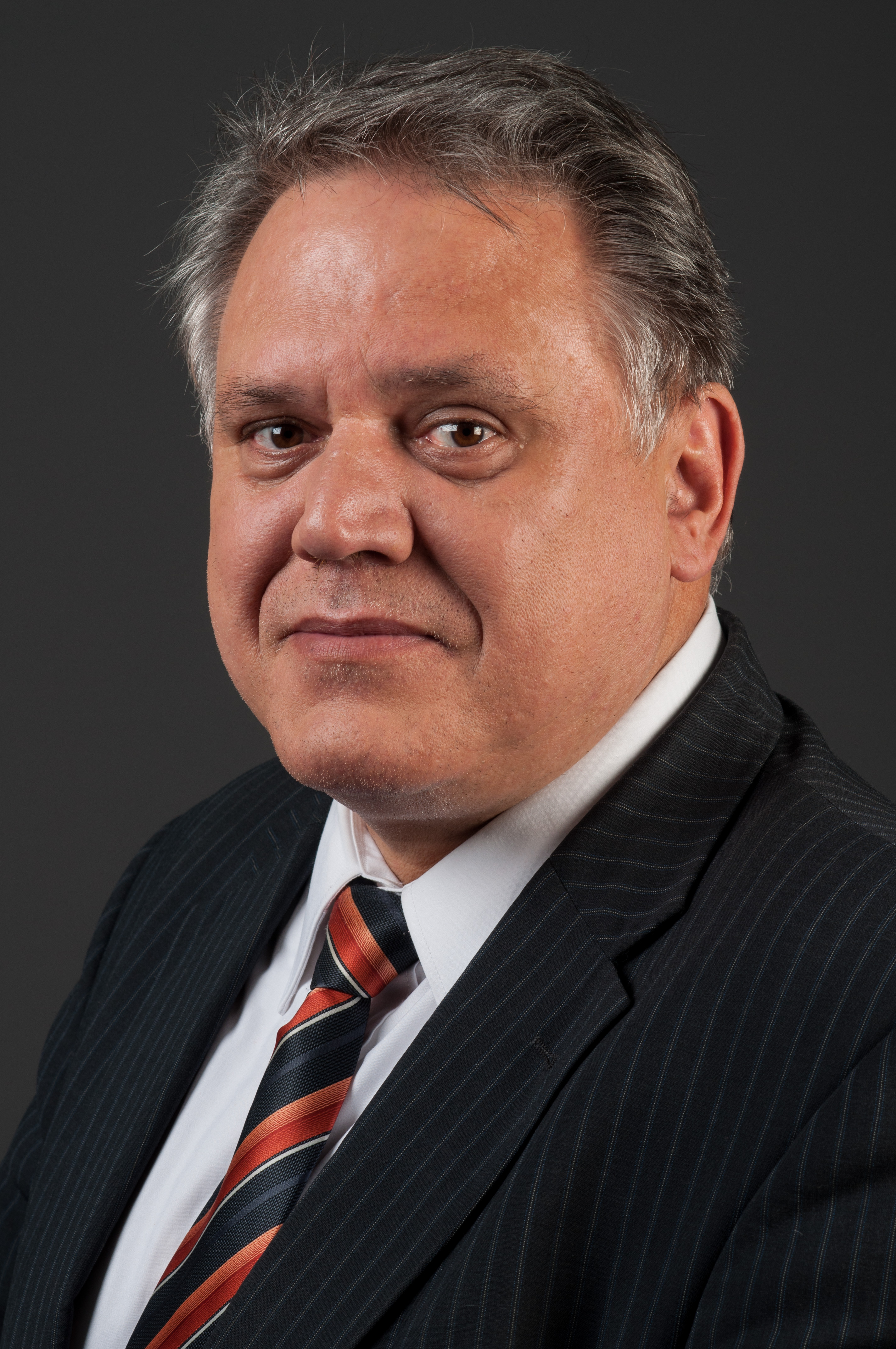
Jörn Wunderlich (2014)

Jörn Heinz Adolf Wunderlich (* 16. Januar 1960 in Gladbeck) ist ein deutscher Politiker (Die Linke).

## Leben

### Ausbildung und Beruf
Nach dem Abitur 1978 in Aurich absolvierte Wunderlich ein Studium der Rechtswissenschaft in Berlin und Göttingen, das er 1987 mit dem ersten juristischen Staatsexamen beendete. Nach dem Referendariat bestand er 1991 das zweite Staatsexamen. Wunderlich ist Mitglied der Studentenverbindung AEV Wartburg-Coburgia Göttingen. Anschließend begann er als Staatsanwalt beim Landgericht Chemnitz und wechselte 1993 als Richter an das Amtsgericht Chemnitz.

### Parteilaufbahn
1999 wurde Wunderlich Mitglied der PDS und war von 2002 bis 2005 stellvertretender Vorsitzender des PDS-Kreisverbandes Chemnitzer Land. Im unter anderem aus dem Kreisverband Chemnitzer Land hervorgegangenen Kreisverband der Partei Die Linke Zwickau nimmt Wunderlich keine Vorstandstätigkeit ein. Seit 2014 ist er Ortsvorsitzender des Ortsverbandes Limbach-Oberfrohna.

### Abgeordnetentätigkeit
Seit 2004 gehört Wunderlich dem Kreistag des Kreises Chemnitzer Land an. Sein Heimatwahlkreis ist Chemnitzer Land – Stollberg. Von 2005 bis 2017 war er Mitglied des Deutschen Bundestages. Hier war er familien- und seniorenpolitischer Sprecher der Linksfraktion, deren Obmann im Ausschuss für Familie, Senioren, Frauen und Jugend sowie einer ihrer sieben Parlamentarischen Geschäftsführer. Wunderlich zog über die Landesliste Sachsen in den Bundestag ein. Seit 2014 ist er Stadtrat für die Linke in der Großen Kreisstadt Limbach-Oberfrohna.

### Privates
Jörn Wunderlich ist evangelisch, in zweiter Ehe verheiratet und Vater je eines Kindes aus erster und zweiter Ehe.